# Free Your Mind
Free Your Mind is een nummer van de Amerikaanse R&B-groep En Vogue uit 1992. Het is de derde single van hun tweede studioalbum Funky Divas.
Het nummer haalde de 8e positie in de Amerikaanse Billboard Hot 100. In de Nederlandse Top 40 haalde het nummer de 7e positie.